# Museo del Cenacolo di Sant'Apollonia
Il Cenacolo di Sant'Apollonia è un museo di Firenze: faceva parte anticamente del complesso omonimo, con accesso in via XXVII Aprile.
Dal dicembre 2014 il Ministero per i beni e le attività culturali lo gestisce tramite il Polo museale della Toscana, nel dicembre 2019 divenuto Direzione regionale Musei.

## Storia
Il monastero venne fondato nel 1339 e dopo il 1440 la badessa Cecilia Donati promosse una serie di lavori di ammodernamento e ingrandimento della struttura. Vennero allora ampliati il chiostro ed il cenacolo, un'ampia sala rettangolare con soffitto a cassettoni e una serie di finestre sulla parete destra, affrescato su un'intera parete da Andrea del Castagno nel 1447.
A causa della clausura delle monache, il cenacolo fu completamente ignorato dalle fonti antiche, infatti né Vasari, né Bocchi-Cinelli, né il Richa ne parlano nelle loro opere su Firenze. La scoperta si ebbe solo dopo la soppressione e la requisizione del convento nel 1864 per usi militari. Una parte del convento infatti fu demolita per l'apertura di via XXVII Aprile e molti ambienti furono trasformati in uffici o abitazioni. Solo dopo la seconda guerra mondiale la struttura è passata all'Università di Firenze.

## Descrizione

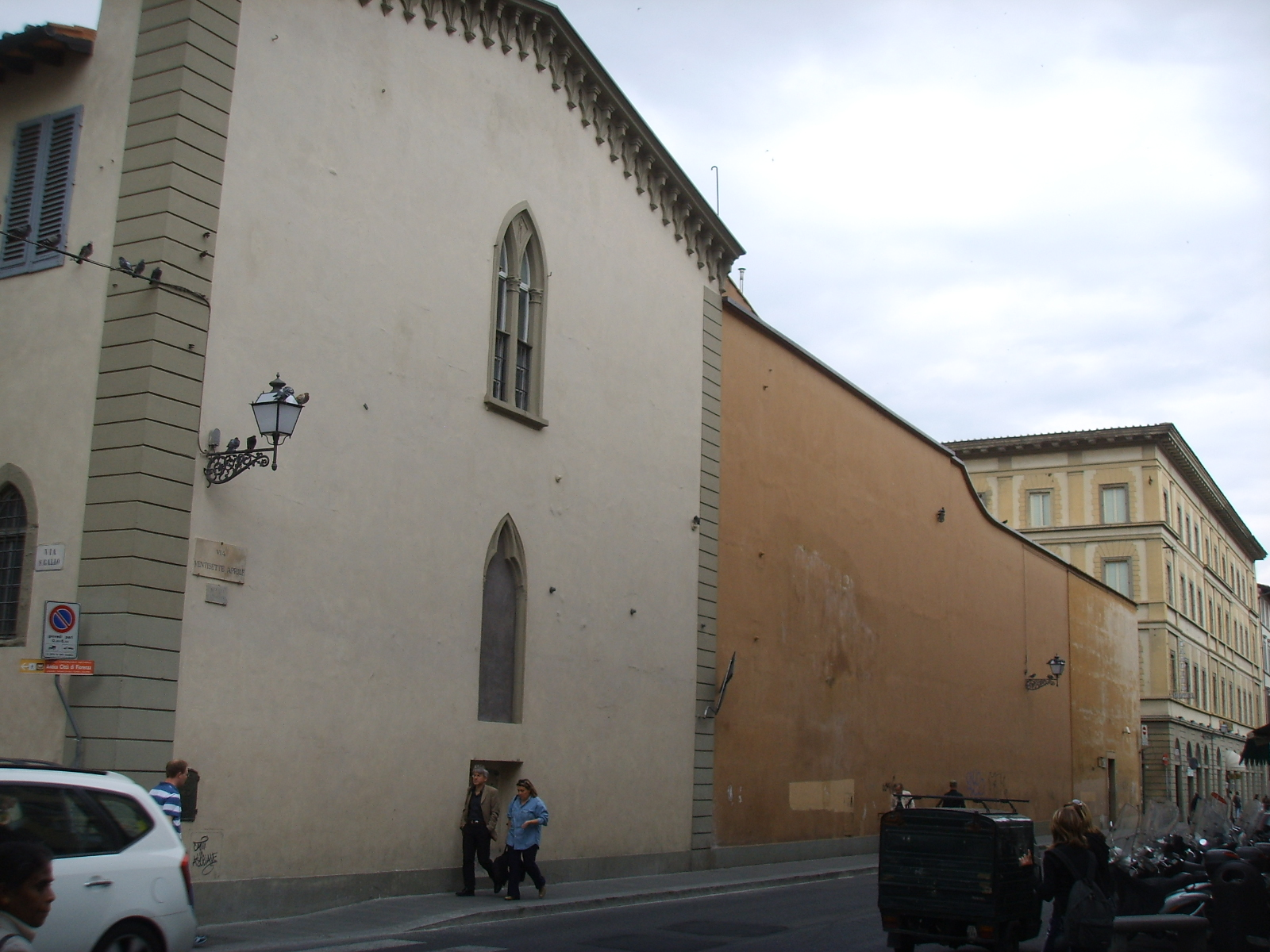
Entrata al cenacolo (la porta all'estremità destra del muro)

La particolarità dello spazioso refettorio sta nel grande affresco di Andrea del Castagno raffigurante l'Ultima cena, un tema molto usato per le sale dove i monaci o le monache consumavano i pasti, dipinto tra il 1445 ed il 1450. Le più recenti analisi della documentazione disponibile (Corti e Hartt) collocano il possibile intervento di Andrea del Castagno tra il giugno e l'autunno del 1447.
L'affresco, che occupa l'intera parete ovest del refettorio, è composto di una parte centrale, dove si trova per tutta la lunghezza della parete l'Ultima Cena e di una parte superiore dove, intervallati da due finestre, si trovano (da sinistra) le scene della Resurrezione, Crocifissione e Deposizione. Questi affreschi al momento del rinvenimento del cenacolo (1861) erano scialbati da un intonaco bianco, per questo sono peggio conservati. Nel 1953 si decise di staccare questa parte superiore perché si stava deteriorando per via dell'umidità, e in quell'occasione furono trovate le significative sinopie, che, pure staccate nel 1961, furono collocate sulla parete opposta.

### L'Ultima Cena

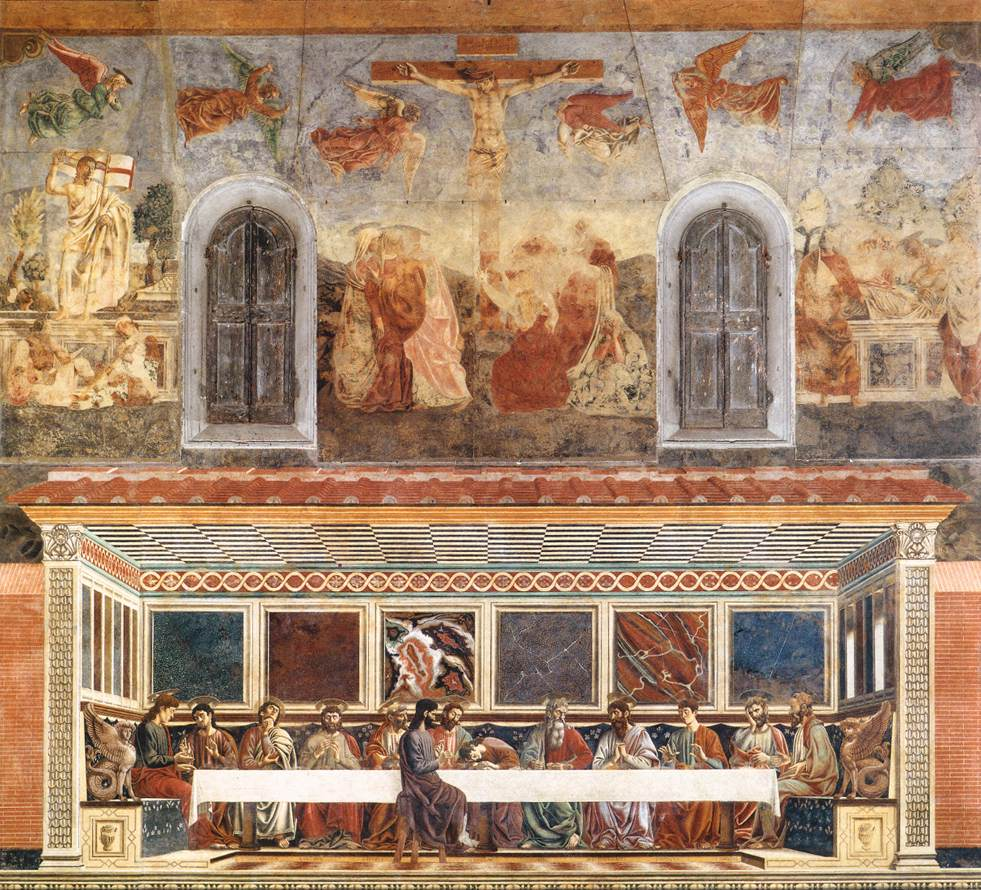
La parete ovest del refettorio

L'Ultima Cena è dipinta come se si stesse svolgendo in un piccolo edificio, un triclinium imperiale nello stile rievocato negli scritti di Leon Battista Alberti, con la parete anteriore assente, in modo da permettere allo spettatore la visione dell'interno.
La cena di Gesù con gli apostoli si svolge in una stanza all'antica, decorata con lussuosa e raffinata eleganza: attorno a un lungo tavolo con una tovaglia bianca, che evidenzia lo sviluppo orizzontale della scena, stanno seduti su scranni coperti da un drappo con motivi floreali, gli apostoli e Gesù, tranne Giuda che si trova sul lato opposto, su uno sgabello. La collocazione di Giuda separato dal resto degli apostoli è tipica dell'iconografia (anche se di solito si trova a destra, piuttosto che a sinistra di Gesù) e la sua figura barbuta e di profilo assomiglia a quella di un satiro della mitologia romana, dalla quale i cristiani avevano mutuato molte delle caratteristiche fisiche del diavolo.
Anche il san Giovanni dormiente accanto a Cristo è un elemento tradizionale, presente ad esempio, assieme al Giuda di spalle, anche nel cenacolo di Santa Croce di Taddeo Gaddi, per rimanere in ambito fiorentino. La scatola prospettica ha invece un precedente trecentesco nel cenacolo di Santo Spirito di Andrea Orcagna (1360-65 circa).

### Altre opere
Nel Museo del cenacolo di Sant'Apollonia sono conservate anche altre opere quattrocentesche provenienti dall'ex monastero e dall'ospedale di Santa Maria Nuova, di Paolo Schiavo di Neri di Bicci (due tavole) e le poche tracce degli affreschi e delle sinopie di Domenico Veneziano, con l'aiuto di Alesso Baldovinetti, Piero della Francesca e lo stesso Andrea del Castagno, con le Storie della Vergine, già nella chiesa di Sant'Egidio.
Altre opere di Andrea del Castagno sono il Cristo in pietà sorretto da due angeli con sinopia (1447-1448 circa), proveniente dal chiostro del monastero, la sinopia della parte inferiore della Trinità e santi della Santissima Annunziata e la Crocifissione di Santa Maria degli Angeli, dal convento camaldolese fiorentino. Sempre nella sala del refettorio si trovano i pochi resti degli affreschi di Sant'Egidio, opera cardine del primo rinascimento fiorentino di Domenico Veneziano, Andrea del Castagno, Alesso Baldovinetti e Piero della Francesca, perduta con i rinnovi cinquecenteschi della chiesa. Appeso alla parete sud si trova un Crocifisso attribuito a Baccio da Montelupo.
Tra le opere di altri autori sono presenti una Pietà e una Crocifissione con sinopia di Paolo Schiavo (dal monastero), una Madonna col Bambino e santi (dalla chiesa del monastero) e un'Incoronazione della Vergine e santi di Neri di Bicci, un tabernacolo di scuola fiorentina del 1470 circa.